# Giselle Delgado
Giselle Paulina Delgado Castillo (* 17. März 1988 in Antofagasta) ist eine chilenische Squashspielerin.

## Karriere
Giselle Delgado spielte von 2013 bis 2018 auf der PSA World Tour. Ihre höchste Platzierung in der Weltrangliste erreichte sie mit Rang 117 im März 2017. Sie wurde 2016 und 2017 mit Anita Pinto Panamerikameisterin im Doppel. Mit ihr gewann sie im Anschluss 2018 bei den Südamerikaspielen und 2019 bei den Panamerikanischen Spielen jeweils Bronze. Bei den Südamerikaspielen sicherte sie sich mit der Mannschaft zudem Bronze. Bei den Panamerikanischen Spielen 2023 in Santiago de Chile gewannen Delgado und Pinto im Doppel einmal mehr die Bronzemedaille.
Delgado zog 2002 nach Kanada, wo sie ab 2006 an der University of Western Ontario studierte und ihren Abschluss in Bewegungswissenschaften machte. Für die Universität war sie auch im College Squash aktiv. Sie arbeitet in Kanada als Squashtrainerin.

## Erfolge
- Panamerikameister im Doppel: 2016 und 2017 (jeweils mit Anita Pinto)
- Panamerikanische Spiele: 2 × Bronze (Doppel 2019 und 2023)
- Südamerikaspiele: 4 × Bronze (Doppel und Mannschaft 2018, Doppel und Mannschaft 2022)